# Jehan Grahant
Jehan Grahant est un orfèvre breton ayant exercé vers 1500. Il est l'un des plus anciens orfèvres connus ayant exercé dans la jurande de Morlaix. Son poinçon est composé des initiales I et G en lettres gothiques.

## Réalisations
- En 1493, un calice neuf, en argent doré, contre paiement de 12 écus d'or[2], pour l'église Saint-Mathieu de Morlaix[3].

- Bras-reliquaire de saint Maudet, conservé dans le trésor de Saint-Jean-du-Doigt[1], classé au titre objet des monuments historiques en 1898[4].